# Wenditzufer

Der Verlauf des Wenditzufers (rot markiert)

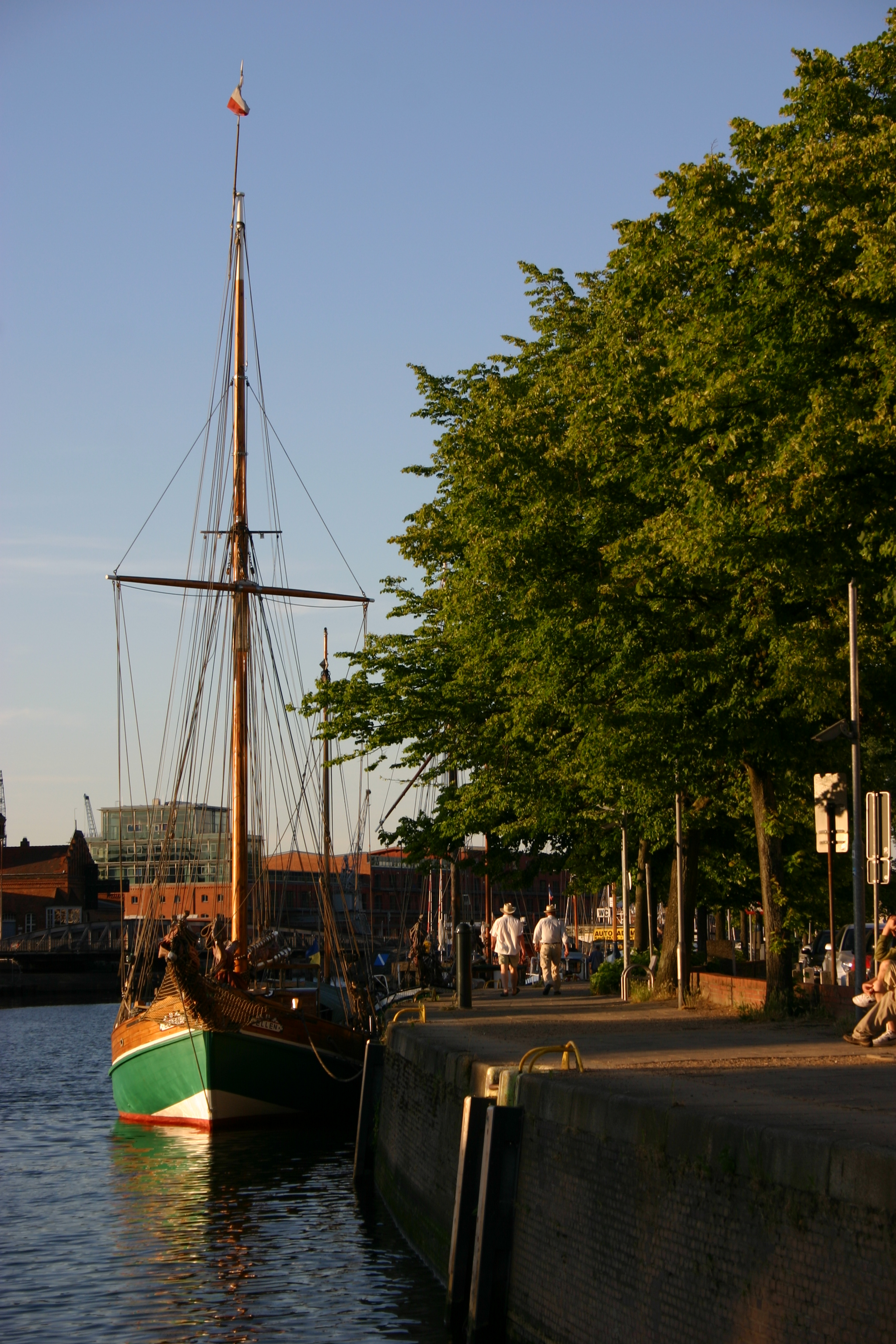
Das Wenditzufer beim Museumshafen

Das Wenditzufer ist eine Uferpromenade am westlichen Rand der Lübecker Altstadt.

## Lage
Das etwa 710 Meter lange Wenditzufer befindet sich am Westrand der Altstadtinsel. Es handelt sich um eine Uferpromenade entlang der Trave, die an der Nordseite der Holstenbrücke beginnt und unmittelbar an der Kaimauer des Holstenhafens nordwärts führt, bis sie an der Südkante der Drehbrücke gegenüber der Engelsgrube endet. Das als Hafenbereich ausgewiesene Wenditzufer verläuft auf ganzer Länge zwischen der Straße An der Untertrave und dem Fluss.

## Geschichte
Das Wenditzufer ist die jüngste Straße der Lübecker Altstadt: Der Beschluss, die bis dahin zur Untertrave zählende Uferpromenade am Holstenhafen eigenständig zu benennen, erfolgte erst am 17. September 2001. Im November wurden die neu aufgestellten Straßenschilder enthüllt. Als Namensgeber fungierte Kapitän Joachim Hinrich Georg Wenditz (* 1799; † 1888), Mitglied der Bürgerschaft und Vorsteher der Schiffergesellschaft.
Am Wenditzufer stehen keine Gebäude. Der Museumshafen befindet sich hier.